# Aveninae
Aveninae es una subtribu de hierbas de la familia Poaceae L. El género tipo es: Avena L. Tiene los siguientes géneros.

## Géneros
- Achrochloa B. D. Jacks., orth. var. = Koeleria Pers.
- Acrospelion Steud. = Trisetum Pers.
- Aegialina Schult. = Rostraria Trin.
- Aegialitis Trin. = Rostraria Trin.
- Airochloa Link = Koeleria Pers.
- Anelytrum Hack. = Avena L.
- Arrhenatherum P. Beauv.
- Arthrostachya Link = Gaudinia P. Beauv.
- Avellinia Parl. ~ Trisetaria Forssk.
- Avena Scop. = Lagurus L.
- Avena L.
- Avenastrum Opiz = Helictotrichon Besser
- Brachystylus Dulac = Koeleria Pers.
- Colobanthium (Rchb.) G. Taylor, nom. inval. = Avellinia Parl.
- Colobanthus (Trin.) Spach = Sphenopholis Scribn.
- Cylichnium Dulac = Gaudinia P. Beauv.
- Danthorhiza Ten., nom. inval. = Helictotrichon Besser
- Falimiria (Rchb.) Rchb. = Gaudinia P. Beauv.
- Gaudinia P. Beauv.
- Gaudinopsis (Boiss.) Eig
- Graphephorum Desv.
- Helictotrichon Besser
- Heuffelia Schur = Helictotrichon Besser
- Koeleria Pers.
- Ktenosachne Steud. = Rostraria Trin.
- Lagurus L.
- Leptophyllochloa C. E. Calderón ex Nicora ~ Koeleria Pers.
- Lophochloa Rchb. =~ Rostraria Trin.
- Meringurus Murb. = Gaudinia P. Beauv.
- Parafestuca E. B. Alexeev = Koeleria Pers.
- Parodiochloa A. M. Molina = Koeleria Pers.
- Parvotrisetum Chrtek = Trisetaria Forssk.
- Peyritschia E. Fourn. ~ Trisetum Pers.
- Poarion Rchb. = Rostraria Trin.
- Preissia Opiz, nom. inval. = Avena L.
- Pseudarrhenatherum Rouy =~ Helictotrichon Besser
- Raimundochloa A. M. Molina = Koeleria Pers.
- Rebentischia Opiz, nom. inval. = Trisetum Pers.
- Reboulea Kunth = Sphenopholis Scribn.
- Rostraria Trin.
- Rupestrina Prov. = Trisetum Pers.
- Sennenia Sennen, nom. inval. = Trisetaria Forssk.
- Sphenopholis Scribn.
- Stipavena Vierh. = Helictotrichon Besser
- Thorea Rouy = Arrhenatherum P. Beauv.
- Thoreochloa Holub = Arrhenatherum P. Beauv.
- Trichaeta P. Beauv. = Trisetaria Forssk.
- Tricholemma (Röser) Röser ~ Helictotrichon Besser
- Trisetaria Forssk.
- Trisetarium Poir. = Trisetum Pers.
- Trisetum Pers.
- Wilhelmsia W. Koch = Rostraria Trin.